# Lanitz-Hassel-Tal
Lanitz-Hassel-Tal – miejscowość i gmina w Niemczech, w kraju związkowym Saksonia-Anhalt, w powiecie Burgenland, wchodzi w skład gminy związkowej An der Finne.
Gmina została utworzona 1 lipca 2009 z połączenia trzech gmin: Möllern i Taugwitz.